# 横須賀裕治
横須賀 裕治（よこすか ゆうじ、1969年6月30日 - ）は、茨城県在住の総合コンサルタント、俳優である。血液型はAB型。
1992年、総合コンサルタント業を開業。1995年にマルチメディア制作全般を請負い映像制作に着手。1998年、エキストラに端を発して俳優業に着手。2002年には事業再生を手掛けている企業のWebCMやPVの制作に着手。

## 主な出演作品

### 映画・オリジナルビデオ
- 不撓不屈 配給／角川ヘラルド映画
- 恐喝こそ、わが人生 配給／GPミュージアム
- 旭山動物園物語 ペンギンが空をとぶ 配給／角川映画
- やさしい旋律 配給／GPミュージアム
- 笑う警官 配給／東映
- 罪とか罰とか 配給／東京テアトル
- ディア・ドクター 配給／エンジンフィルム+アスミック･エース
- 激情版エリートヤンキー三郎 配給／東映
- 交渉人 THE MOVIE タイムリミット高度10,000mの頭脳戦 配給／東映
- 川の底からこんにちは 配給／ユーロスペース+ぴあ
- BOX 袴田事件 命とは 配給／スローラーナー
- 桜田門外の変 2010年10月全国ロードショー
- あしたのジョー 2011年春東宝系

### テレビ・ドラマ
- フジテレビドラマ「遥かなる約束」
- BS-I「恋する日曜日」
- フジテレビ「医龍」
- TBSドラマ「ブラッディ・マンデイ」
- wowow「Go Ape ゴー・エイプ」
- フジテレビ金曜プレステージ「内田康夫旅情サスペンス 岡部警部シリーズ（4）シーラカンス殺人事件」
- 読売テレビ「プロゴルファー花」

### CM
- アデランス

### テレビ番組
- 日本テレビ『ザ！世界仰天ニュース』
- 関西テレビ『Livejack Special2』